# Талис
„Талис“ (Thalys) е международен високоскоростен влак, базиран на технологията на TGV.
Свръхскоростният влак свързва Брюксел, Париж, Амстердам, Кьолн и други големи градове. Неговата система се управлява от компанията Thalys International, чийто капитал е разделен между SNCF (френски железници), SNCB (белгийски железници) и „Дойче бан“ (германски железници).

## История
Изграждането на мрежата започва със създаването на Westrail International – съвместно дъщерно дружество на SNCF и SNCB, основано през 1995 г., за изграждане на високоскоростна мрежа в 4-те страни. Westrail става Thalys International през ноември 1999 година.
Железопътната линия Париж-Брюксел-Амстердам е открита през 1996 година. Пътуването между Париж и Брюксел тогава е траело повече от 2 часа, докато първата високоскоростна линия, открита през 1997 г., намалява времето на пътуване до 90 минути.
Влаковете Талис на TGV са станали позната гледка и отличителна характеристика на марката в Западна Европа. Името Thalys няма специфично значение извън самата услуга.
С постепенното включване на по-високоскоростни линии, както и относително малките разстояния между градовете, Талис и Eurostar (свързваща Лондон, Париж и Брюксел) успешно конкурират авиокомпаниите особено по отношение на бизнес пътниците.

## Инфраструктура
27-километровата скоростна отсечка Лиеж-Аахен се открива през 2007 г. и започва да се ползва от компанията през 2009 г.
Новото строителство включва 6 км тунел, както и възстановяване на съществуващата линия Ойпен-Аахен. На гара Лиеж е направен основен ремонт за 200 млн. евро и нов дизайн от знаменития архитект Сантяго Калатрава.
По-нататъшно съкращаване на времето за пътуване ще бъде възможно с откриването на високоскоростна линия Лиеж-Велкенрат. Така с модернизацията на „класическата“ линия Аахен-Кьолн за 230 км/ч., времето за пътуване от Париж до Кьолн ще бъде намалено на 3 часа.
В сравнение с подобренията на другите места ускоряването на услугите на северния клон Thalys в Нидерландия се оказва проблематично.

## Подвижен състав
Thalys работи с 27 влака, базирани на TGV, всичките построени от Alstom. Има 17 бр. 4-волтажни влакове, определени като ПБКА (Париж-Брюксел-Кьолн-Амстердам), датиращи от края на 1990-те години.
Освен това има и 10 бр. 3-волтажни влака второ поколение, наречени ПБА (Париж-Брюксел-Амстердам). TGV Thalys се движи с 300 км/ч.
Най-честата Талис услуга е между Париж и Брюксел – има 28 влака във всяка посока всеки ден, един на всеки половин час.
Плановете за разширяване на Thalys услугата чак до Франкфурт на Майн през високоскоростната линия Кьолн-Франкфурт (открита през декември 2002 г.), са отложени, тъй като TGV влаковете не могат да поддържат скорост от 300 км/ч с променлив ток 15kV.

## Бъдеще
С високите нива на точност и удовлетвореност на клиентите, както и част от маршрутите, подходящи за 300 км/ч., дейността трябва да нарасне значително в близко бъдеще.